# Faïencerie de Lunéville-Saint-Clément
La Faïencerie de Lunéville - Saint-Clément est l'héritière des prestigieuses faïences de Lorraine depuis le XVIIIe siècle : le Lunéville et le Saint-Clément. La manufacture de Lunéville qui fut fondée vers 1730, tandis que celle de Saint-Clément le fut vers 1758, a été en activité jusqu'en 2022.

## Historique
L'origine de la manufacture peut être identifiée en 1711, année où (Jean)-Jacques Chambrette père (1683-1751), Maître faïencier venant de Dijon, crée pour le compte du Comte de Fontenoy une première faïencerie en Lorraine à Champigneulles,. En 1722, l'histoire de la faïence débute à Lunéville lorsque son fils, Jacques Chambrette (1705-1758), s'y établit comme marchand de faïence. Dès 1723, il devient fournisseur de la Cour,. Ce n'est qu'en 1729 ou peut-être 1730, que Jacques Chambrette fils y ouvre sa première manufacture de faïence. Il n'obtiendra cependant ses lettres patentes officielles que le 10 avril 1731 par le Duc François III lui permettant de tirer terres et bois où bon lui semble, puis le 14 juin 1731 par Élisabeth-Charlotte d'Orléans,  des exemptions de charges et d'impôts.
Parallèlement, en 1739, Jacques Chambrette s'associe avec un certain Daix pour reprendre la verrerie de Portieux.
Après avoir mis au point d'une part en 1748 la Terre de Pipe (avec de la craie ou des marnes calcaires, cuisant blanc) -composition secrète qui sera transmise par un de ses petits-fils à la Faïencerie de Niderviller-  puis la Terre de Lorraine (avec du phosphate de chaux), terres donnant une faïence fine et blanche qui permettaient  l'obtention de détails délicats, -technique venant d'Angleterre pour imiter la porcelaine, raison pour laquelle on l'appelle parfois "porcelaine opaque"-, ainsi que d'autre part des décors plus fins et polychromes grâce à la cuisson dans un four mouflé dite "Réverbère" (petit feu) -invention allemande de Meissen- , Jacques Chambrette fait constater le raffinement de ses nouvelles productions à Voltaire, à son amie Émilie du Châtelet et au Roi Stanislas Leszczynski, ce dernier lui accordant alors de nouvelles lettres patentes le 13 décembre 1749, avec droit de tirer sa terre de tous les endroits non enclos de Lorraine, et par la suite l'autorisation à la distinction de Manufacture Royale. Ce développement permit d'accroître les exportations vers l'Allemagne, la Pologne, l'Italie et même les colonies. En 1753, on compte déjà environ 200 ouvriers y travaillant.
Cependant, pour échapper aux lourdes taxes grevant  les exportations vers la France (en provenance du Duché de Lorraine), Jacques Chambrette crée une seconde manufacture à Saint-Clément après requête au roi Louis XV en 1756 (autorisation officielle obtenue le 3 janvier 1758), ce village se trouvant sur les terres des Trois-Évêchés.
À la mort de Jacques Chambrette en 1758, son fils Gabriel (1732-1788) et son gendre, Charles Loyal (époux de Françoise Chambrette, 1730-1778), reprennent les deux manufactures de Lunéville & Saint-Clément. Cependant, cette alliance sera de courte durée et dès 1763, Charles Loyal rachète celle de Saint-Clément avec Richard Mique et Paul-Louis Cyfflé, tandis que Gabriel Chambrette conserve celle de Lunéville.

### Deux manufactures royales
Au milieu du XVIIIe siècle, la manufacture de Lunéville produit la faïence de la cour de Lunéville. Les manufactures seront séparées pendant plus d'un siècle.

#### La manufacture de Saint-Clément
Richard Mique va ensuite développer un style « Louis XVI » en fournissant notamment  2 000 pots à la reine pour décorer le Petit Trianon en 1785, avant d'être guillotiné en 1794 avec son fils. Il réalise également des statuettes de style néo-classique. Paul-Louis Cyfflé lui vendit une partie de ses moules à la suite de sa déconfiture vers 1780. En 1806, Madame Mique reçoit pour ses faïences "terre de pipe" une mention honorable à l'exposition des produits industriels.
À partir de 1816, la faïencerie passe progressivement dans le patrimoine de la famille Thomas, qui perpétuera la tradition de faïencerie artistique pendant tout le XIXe siècle. Elle récoltera ainsi une médaille d'or à l'Exposition des produits de l'industrie française en 1844. Elle participe ensuite à l'Exposition universelle de 1855 à Paris, puis à l'Exposition universelle de 1878 toujours à Paris, où la manufacture expose l'ensemble de son savoir-faire qui attirera notamment Émile Gallé. Le succès n'est cependant plus au rendez-vous, ce qui obligera à mettre la manufacture en vente. Elle fut rachetée en 1892 par la faïencerie Keller & Guérin, son ancienne maison mère.

#### La manufacture de Lunéville

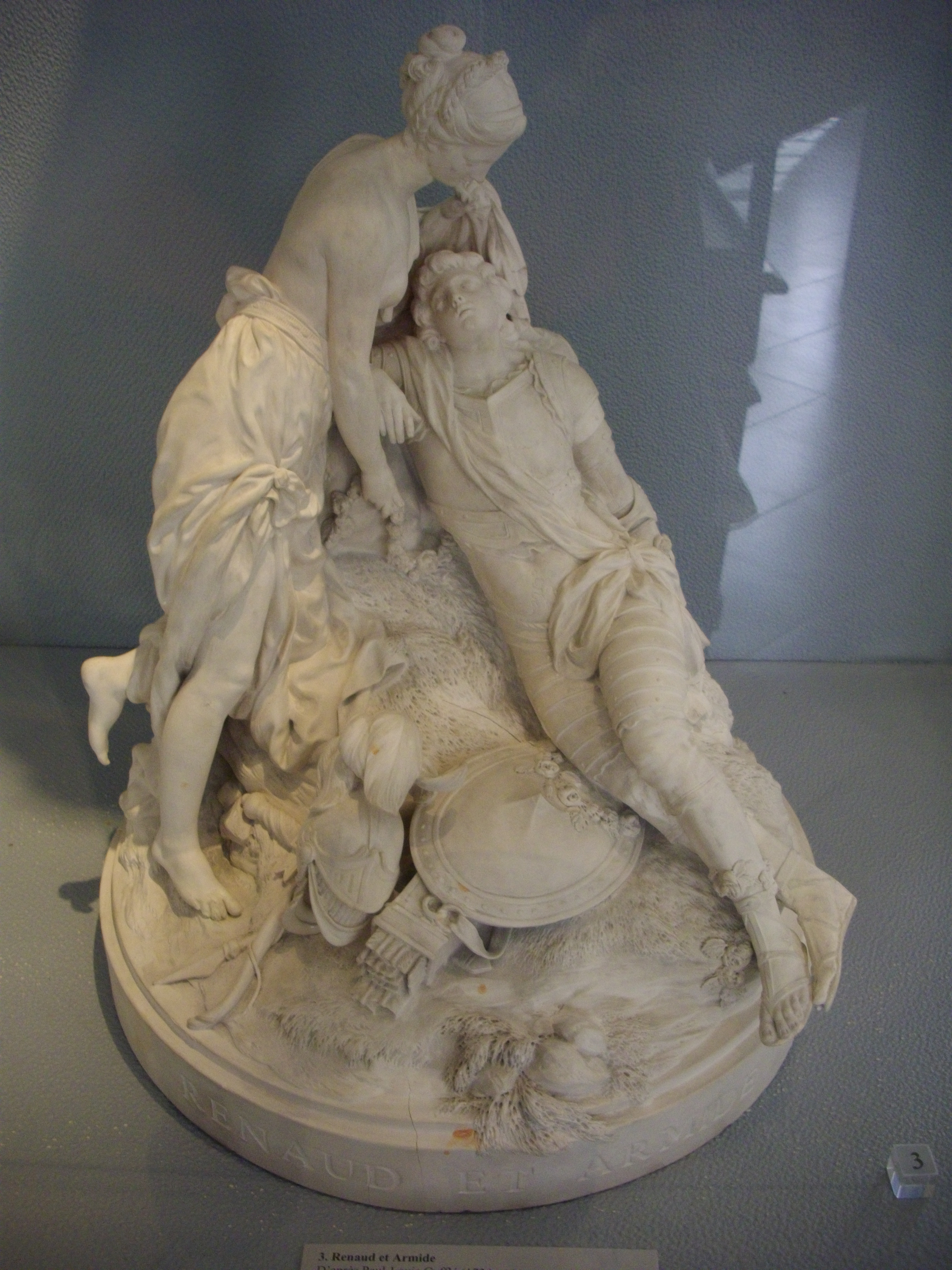
Faïence fine de Lunéville- groupe Renaud & Armide exposé au Musée lorrain

La manufacture, dirigée par les héritiers de J. Chambrette fabriquant alors de la faïence stannifère commune, fait face à de graves difficultés financières, notamment du fait des taxes d'exportation vers la France. Elle est mise en vente alors qu'il ne lui reste qu'une vingtaine d'ouvriers. Elle devient alors la propriété de Sébastien Keller en 1786 (qui sera la base de la future association Keller et Guérin -raison sociale à partir de 1812- dont la marque, K & G, mondialement connue, restera liée à la Manufacture Royale de Lunéville).

##### L'évolution technique
Dès 1787, Sébastien Keller acquiert les moulins dits "à plâtre" sur la Vezouze, qui préparent les matières premières.
Les fours à bois sont ensuite remplacés par des fours à charbon en 1853. La décoration par transfert apparaît à la même époque.

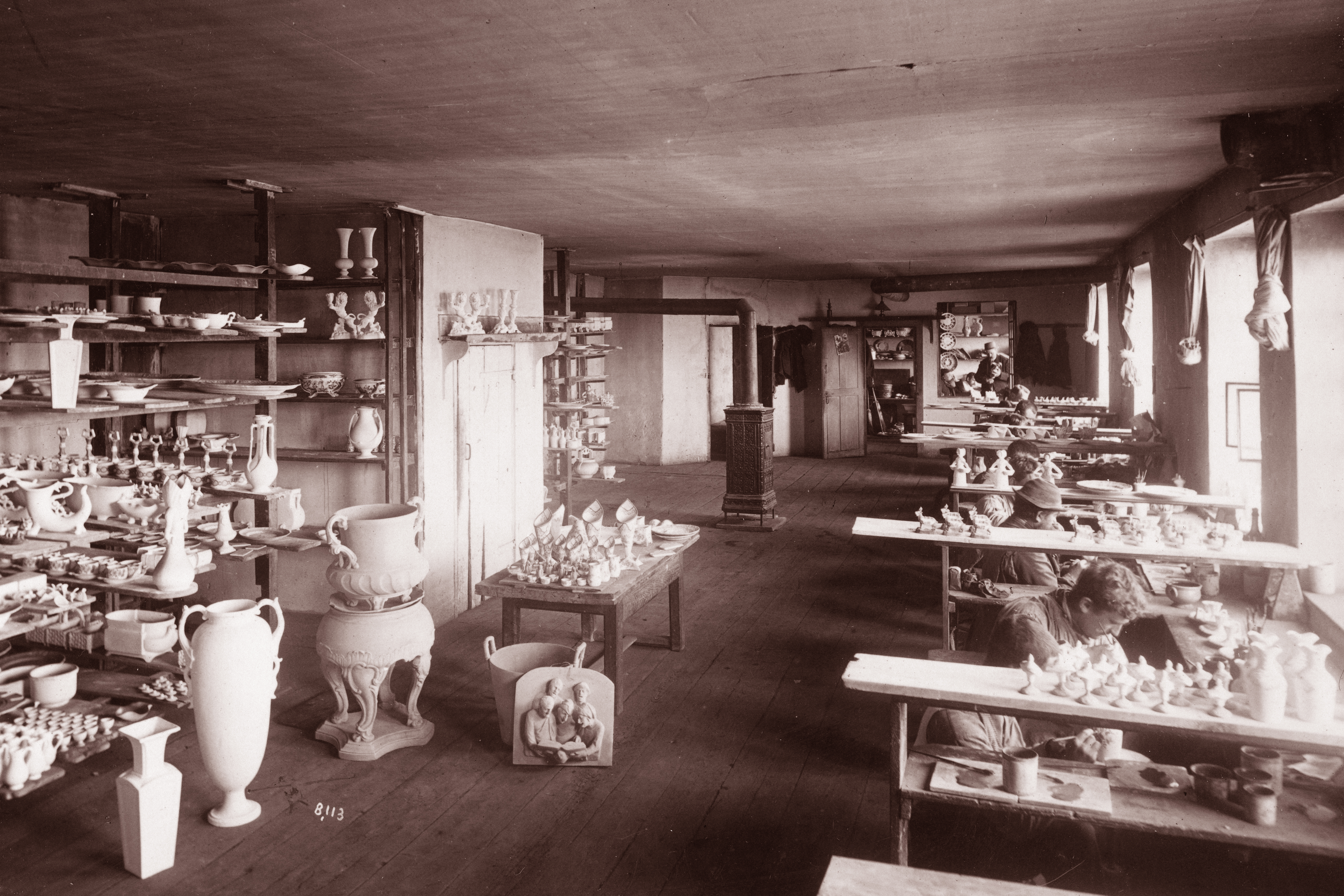
Peintres en 1892, faïencerie de Lunéville.

La première machine à vapeur est installée en 1869 . La production devient donc industrielle après 1870, - bien que la manufacture soit occupée jusqu'en 1873 par les Allemands à la suite de la guerre de 1870 - tout en conservant un atelier artistique auquel collabore le sculpteur et céramiste nancéien Ernest Bussière.  En 1887, l'électricité fait son apparition à la manufacture.

##### L'évolution sociale
Parallèlement à ces développements techniques, la manufacture développe une politique sociale d'avant-garde: outre une cité ouvrière, elle offre des soins préventifs, une société de secours mutuels et de retraite, une coopérative d'achats, etc. Cela n'empêchera pas le développement d'un fort mouvement syndical (à la suite de la Loi relative à la création des syndicats professionnels de 1884, dite loi Waldeck-Rousseau). En 1888, elle emploie environ 1 300 ouvriers.

### Expansions et fusions
1892 sera donc l'année de réunification des deux manufactures qui dominent alors le marché français sous l'égide de Keller & Guérin.

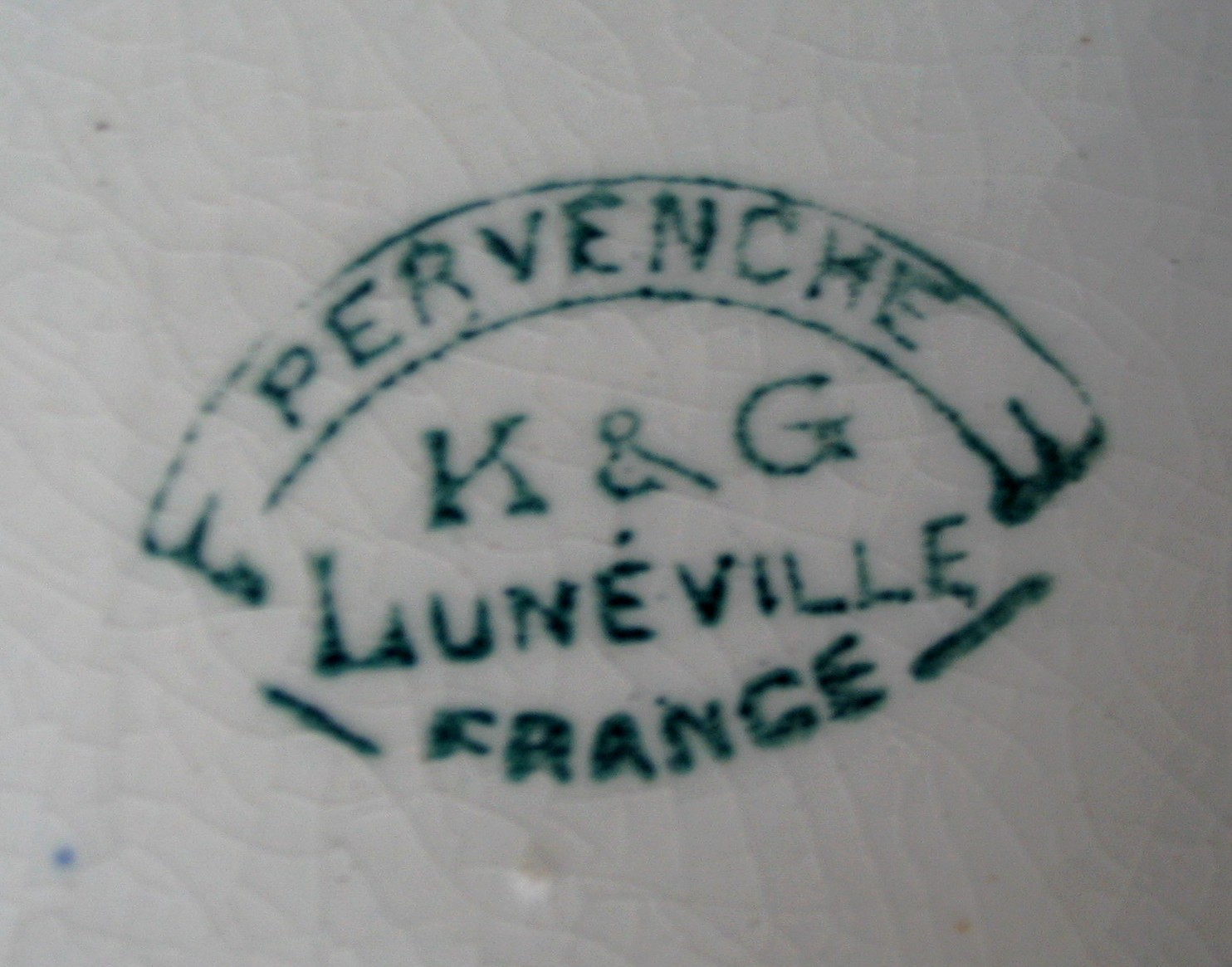
Cachet Lunéville K & G (Keller et Guérin), début XXe siècle

Dès 1922, Édouard Fenal, fils du fondateur de la faïencerie de Badonviller et futur maire de Lunéville -comme le fut son prédécesseur à la tête de la faïencerie, Edmond Keller-, acquiert les manufactures de Lunéville - Saint-Clément et relance la production artistique.  
Le groupe a ensuite fait une OPA en 1978 sur la faïencerie de Sarreguemines et continue à la fois la production spécifique de chaque style de faïence ainsi que la production artistique.
En 2006, Faïence et Cristal de France, propriétaires de la faïencerie de Niderviller, de la cristallerie de Vallérysthal et de la cristallerie de Portieux prennent également possession des faïenceries de Lunéville-Saint-Clément. Un nouveau groupe qui perpétue le savoir-faire des arts du feu lorrain est né : Terres d’Est. En mars 2022, après plus de deux siècles d'activité, la faïencerie emblématique de la Lorraine est mise en liquidation judiciaire, dans l'indifférence générale.

## Caractères stylistiques

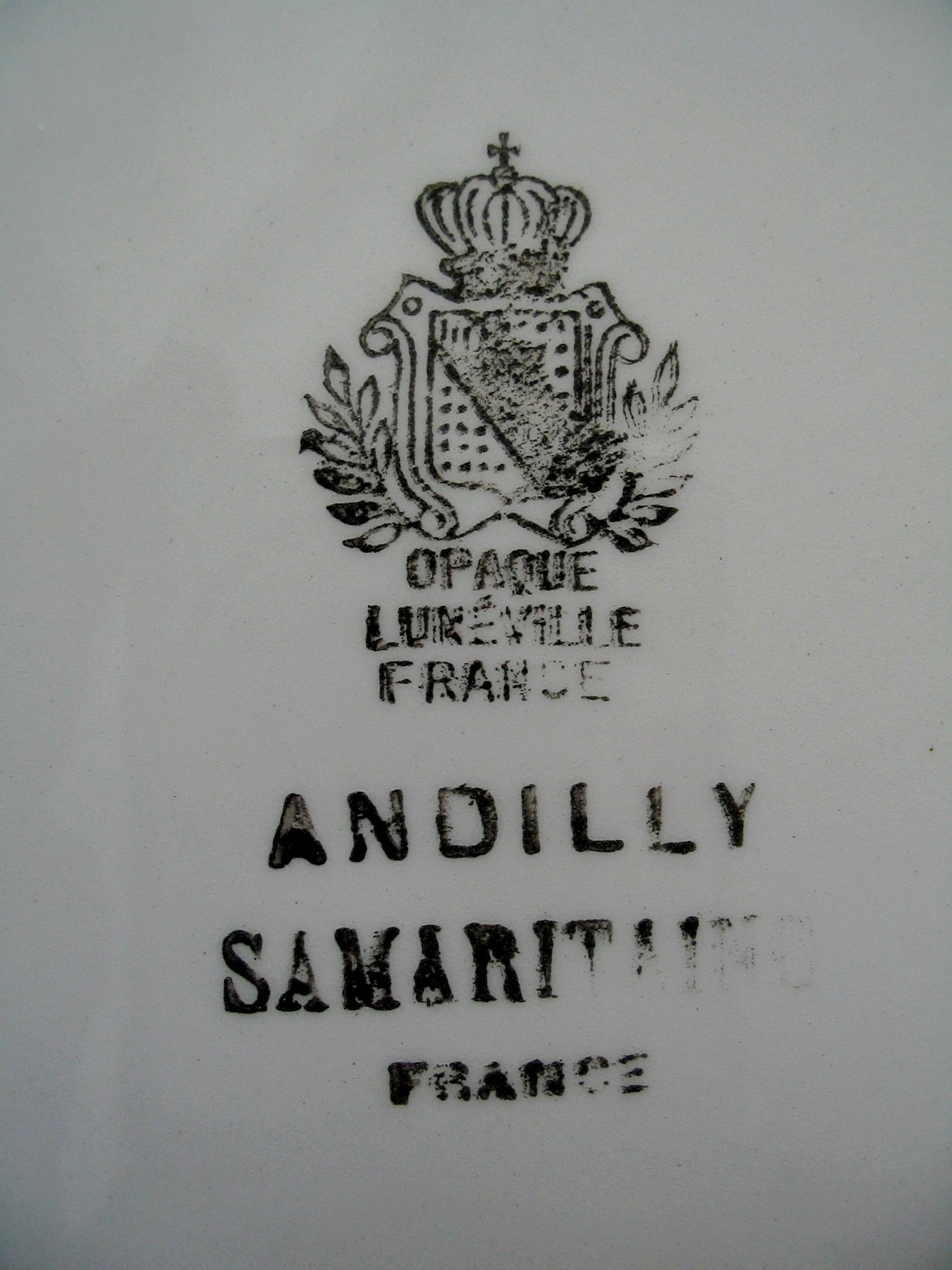
Cachet Lunéville, début XXe siècle

### Le Lunéville
Au début du XVIIIe siècle, les formes  sont très sculptées, tirées de celles de l'orfèvrerie, semblables en cela aux productions de la Manufacture de Pont-aux-Choux. Les sculpteurs sont donc renommés: ainsi, c'est Nicolas Pioche qui réalise  en 1747 la statue du nain Bébé.
La manufacture se fait aussi une spécialité des décors en faux marbre, dont des vases de jardin commandés par Léopold Ier de Lorraine. Les découvertes au niveau de la chimie minérale vers 1750 permettent également de lancer des décors avec des couleurs tendres - notamment la pourpre de  Cassius-, grâce au procédé du petit feu réalisé dans des fours utilisant le principe de la réverbération. Cela permettra le lancement de la collection dite "Réverbère"  connue pour ses tulipes et roses délicates, souvent sur des assiettes chantournées soulignées de peignés bleus ou pourpres.  Cette collection est encore commercialisée aujourd'hui et est parfois appelée "Vieux Strasbourg". Elle fut le deuxième service de table de John Fitzgerald Kennedy. Selon Théodore Deck, la faïencerie s'inspire aussi des manufactures de Saxe et de Sceaux . Vers 1765, apparaît le décor au chinois, souvent accompagné de papillons, qui est lui aussi toujours commercialisé depuis deux cent cinquante ans. Jean Pillement servit d'inspirateur pour ce décor. Cette époque (1760-1780) voit également s'épanouir le style rocaille un peu germanique, des jardinières décorées à la "Pompadour-Watteau" et des statuettes de Paul-Louis Cyfflé en terre de Lorraine, dont un fameux baiser dans la manière de Jean-Honoré Fragonard et  Jean-Antoine Houdon.
En 1806, M. Keller obtient une mention honorable à l'exposition de l'industrie de 1806 à l'hôtel des Ponts & Chaussées, puis une médaille d'or à l'exposition de Paris de 1823. La supériorité des fabrications serait due à l'ancienneté de la manufacture, puisque la céramique est autant un art qu'une science et l'expérimentation continue amène le perfectionnement.
Peu après, Auguste Majorelle y fait son apprentissage: il commercialisera par la suite des pièces issues de moules du XVIIIe siècle de Lunéville, décorées par ses soins qu'Auguste Friedrich Demmin n'hésitera pas à appeler des "contrefaçons".
À la fin du XIXe siècle le baron  Maurice de Ravinel, parent par alliance des Keller, instaure un atelier d'art à la manufacture qui s'intéresse en particulier aux grès flambés et aux émaux à effet. Ernest Bussière, Edmond Lachenal puis Louis Majorelle y introduiront le concept d'Art nouveau et lui fourniront de nombreux modèles d'inspiration végétale,.
, avant que l'atelier d'art ne soit arrêté au bout d'une dizaine d'années, faute sans doute de rentabilité. 
Les frères Mougin -fils de Xavier Mougin, directeur de la cristallerie de Portieux-, relançant par la suite l'atelier d'art qui avait donc été mis en sommeil avant la Première Guerre mondiale, vont faire entrer la manufacture dans la période Art déco. Ils seront suivis et accompagnés de décorateurs et sculpteurs tels que Geo Condé, Geo Maxim, Émile Bachelet, Desbarbieux, Thomas Cartier... Georges Chevalier (qui sera par ailleurs directeur artistique de la Cristallerie de Baccarat) réalise dès 1921 des premiers modèles artistiques pour la Maîtrise (Galeries Lafayette) : le danseur chinois et la biche. Les frères Mougin confirmeront ainsi la renommée des faïenceries, notamment grâce aux succès des ventes aux différents ateliers d'art des grands magasins (Primavera, Pomone, la Maîtrise...) pendant la période Art déco.
Aujourd'hui, dans les ventes aux enchères les pièces décoratives signées d'un artiste peuvent atteindre plusieurs dizaines de milliers d'euros, tandis qu'une assiette du XVIIIe siècle s'adjugera quelques centaines d'euros.

### Galerie Lunéville

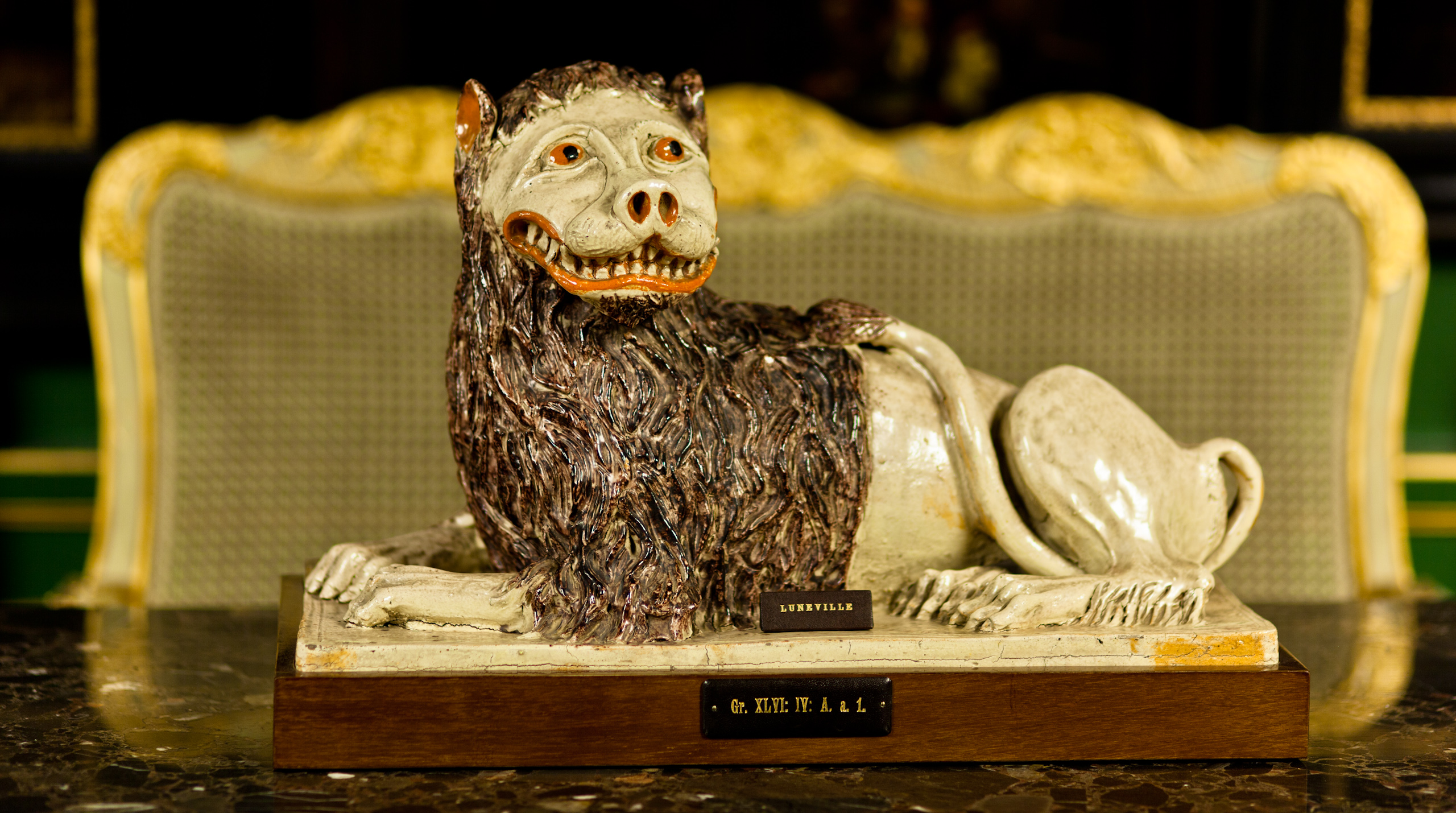
Chien de Fô en faïence de Lunéville (musée de Hallwyl à Stockholm) vers 1760.
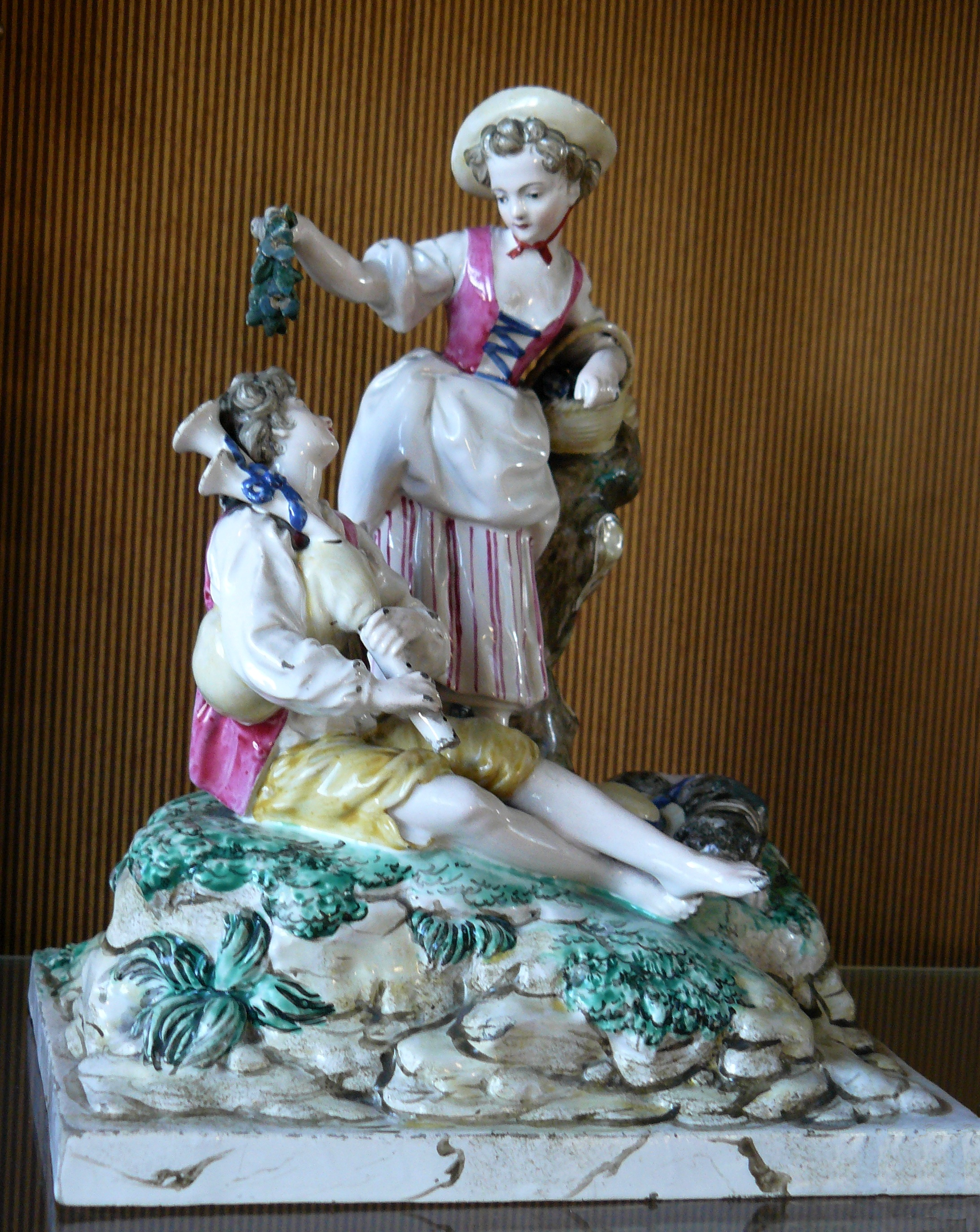
Statuette Femme couronnant un musicien - Terre de Lorraine à émail stannifère, Lunéville, vers 1775, - Musée national de céramique, - Inv n° MNC 3756.
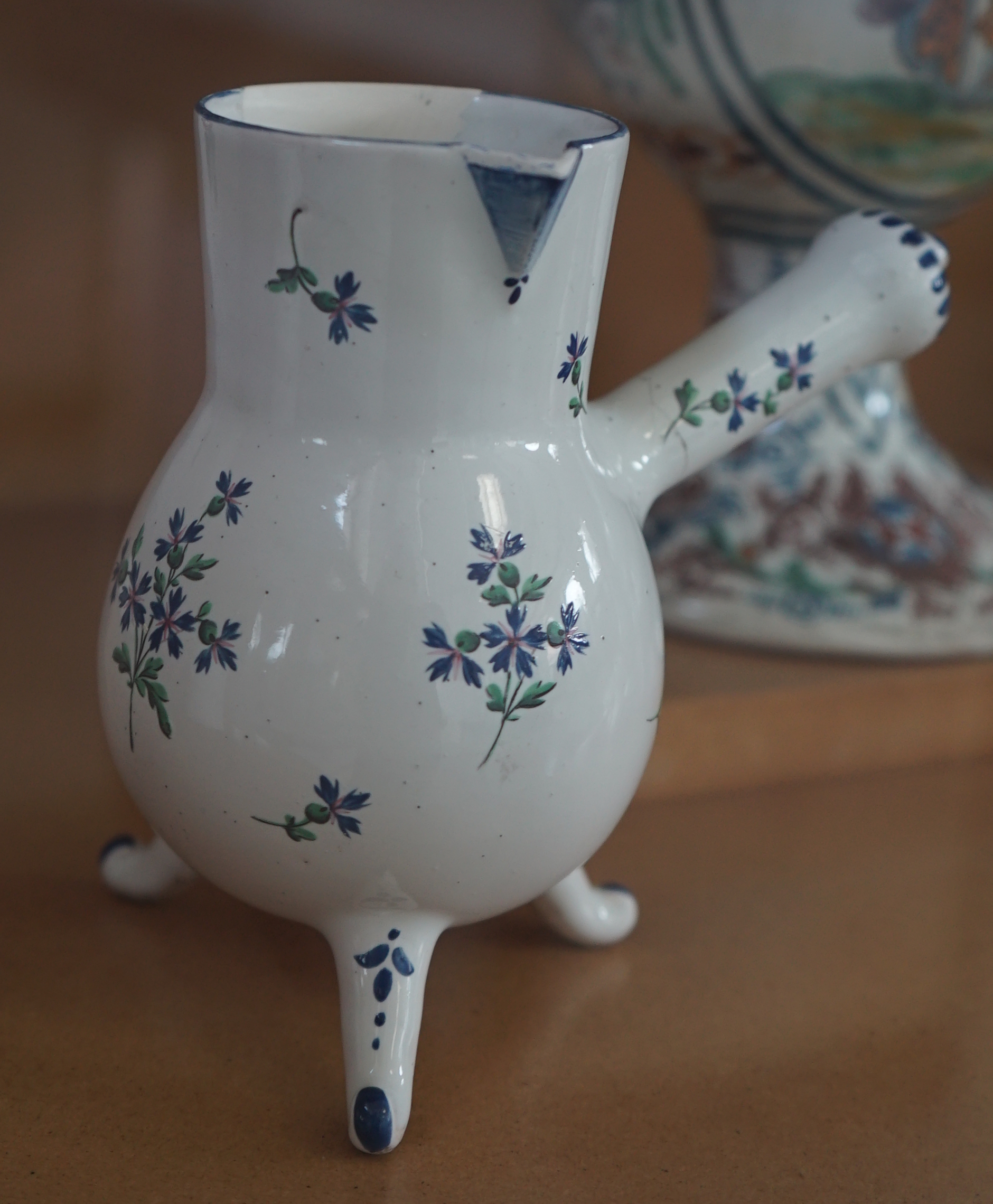
Chocolatière XIXe siècle, Musée de la céramique et de l'ivoire de Commercy.
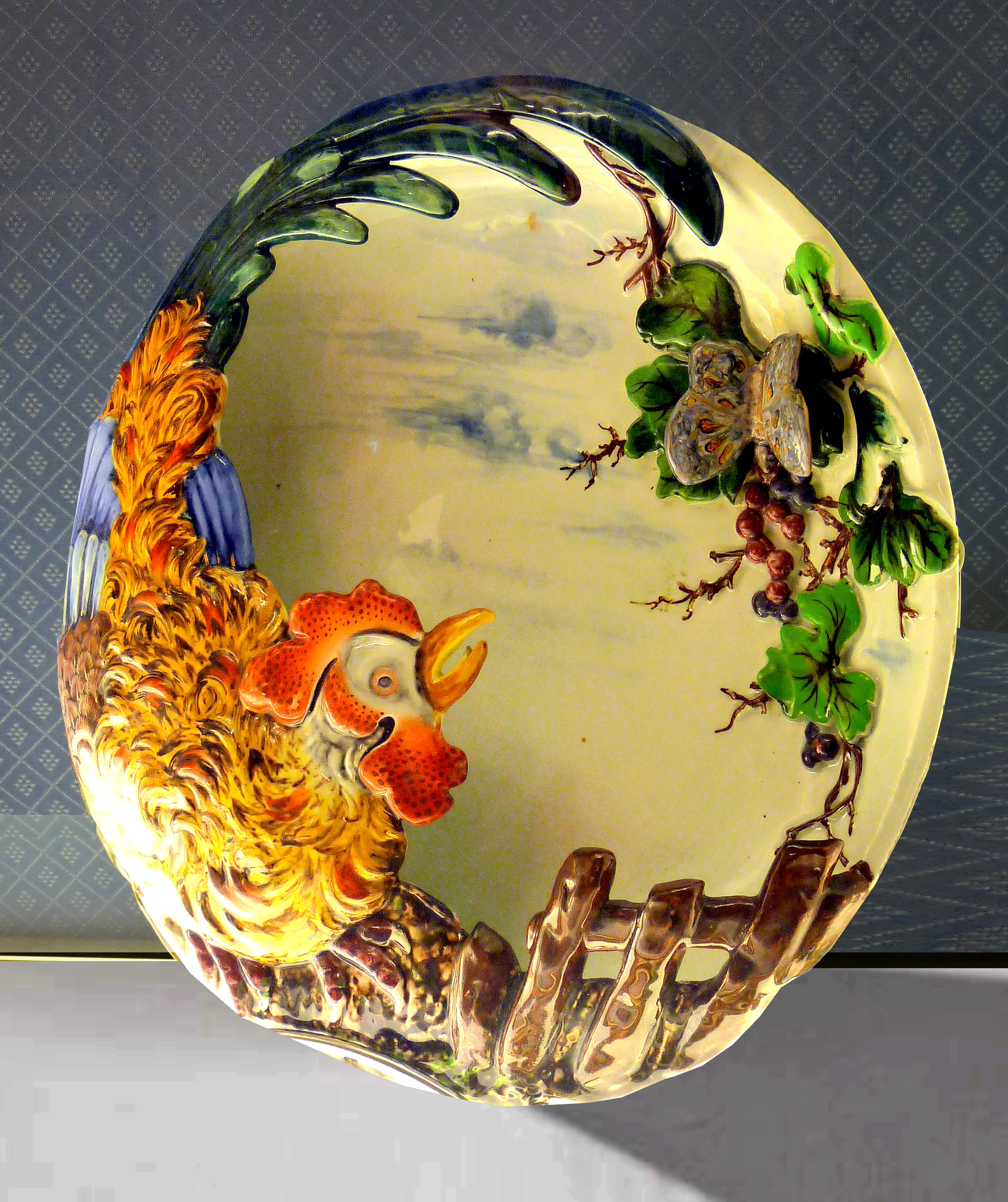
Auguste Majorelle, plat d'ornement en faïence de Lunéville deuxième moitié du XIXe siècle.
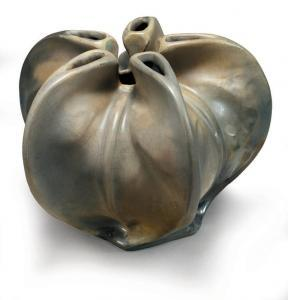
Ernest Bussière (1863 - 1913) et Keller & Guérin (Lunéville) Vase Périanthe.
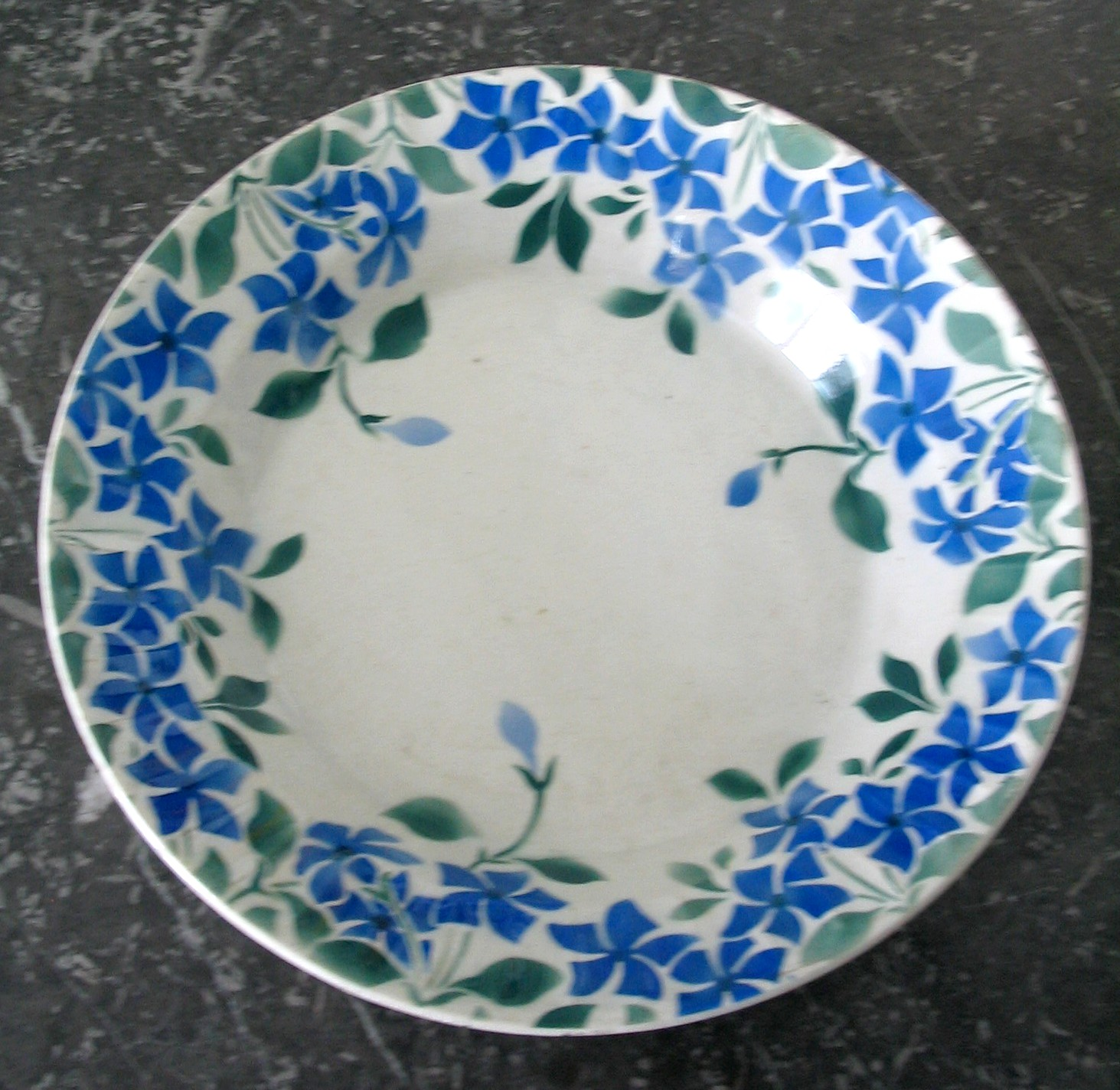
Plat en faïence de Lunéville, modèle Pervenche K & G, début XXe siècle.
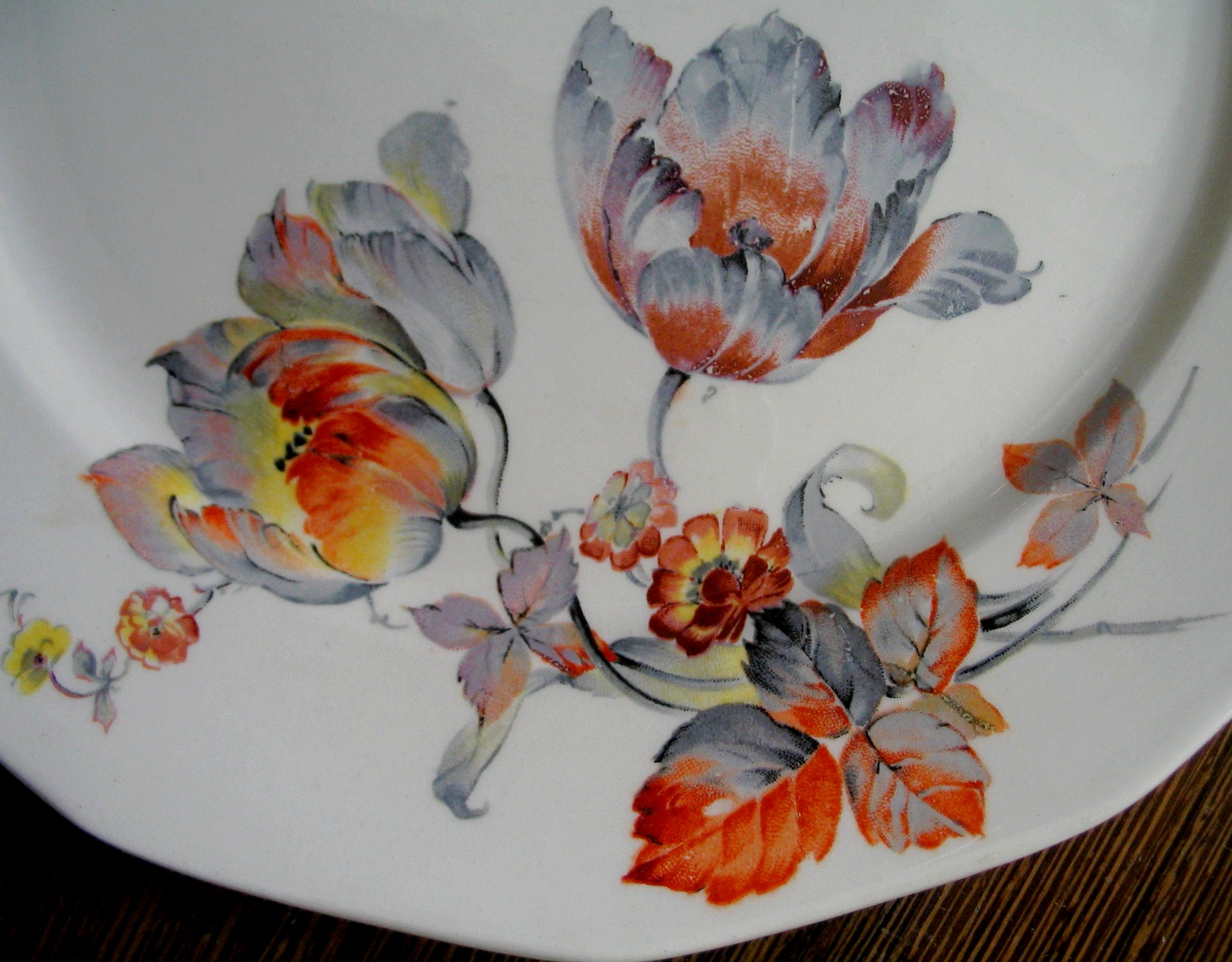
Assiette en faïence de Lunéville, détail du décor, modèle Andilly pour la Samaritaine, vers 1920.
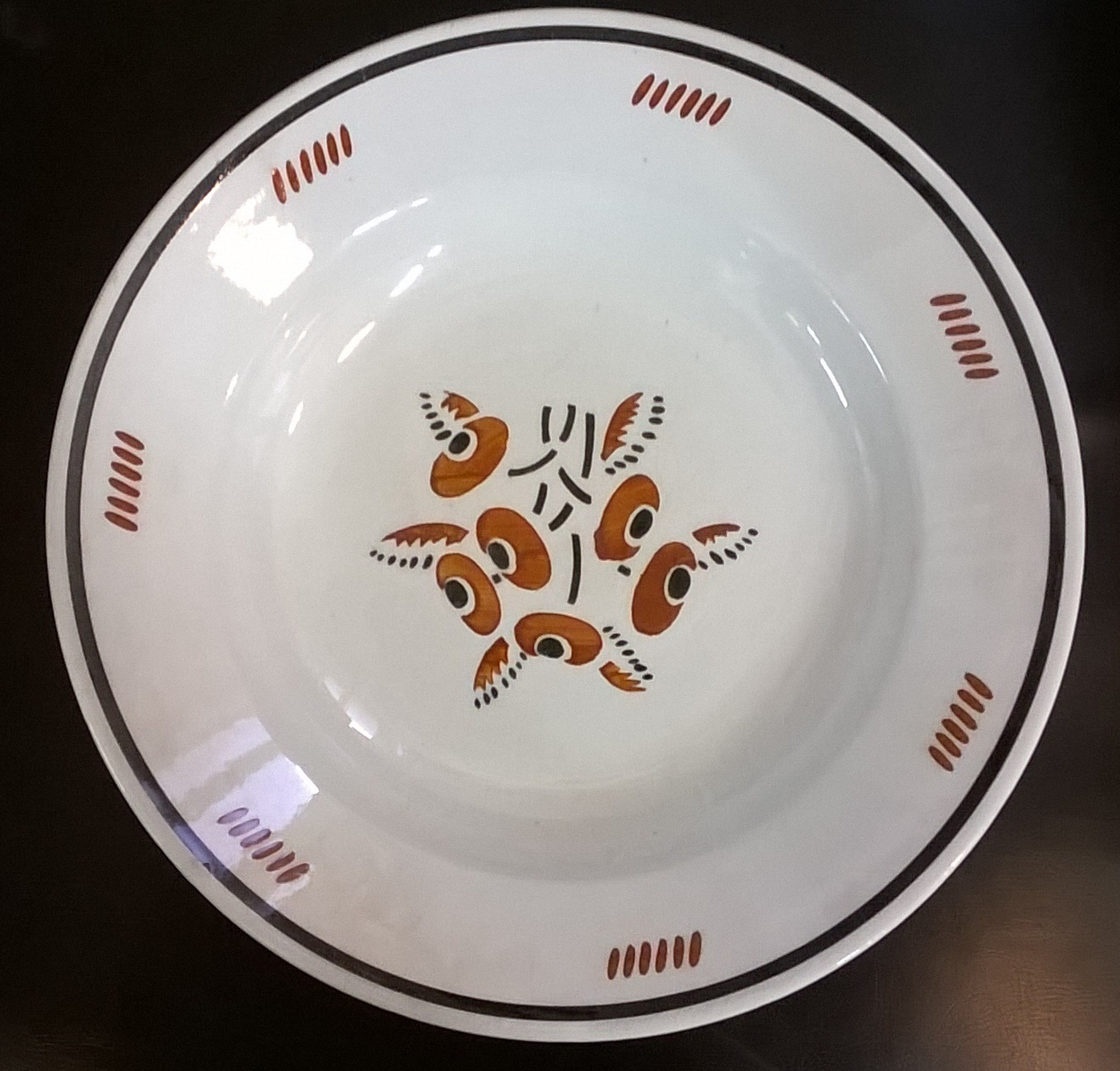
Assiette art déco - Faïencerie de Lunéville vers 1925.

### Le Saint-Clément
En 1763, l'architecte Richard Mique prend possession de la manufacture de Saint-Clément et produit pour la cour de Versailles des vases de style Louis XV, style dont il est pour partie à l'origine, avant d'être le précurseur d'un nouveau style "Louis XVI". Saint-Clément est une des seules manufacture de faïence à utiliser des rehauts d'or imitant ainsi la porcelaine.
La manufacture est également renommée pour ses garnitures de cheminée, les surtouts de table et les  chiens de Fô, qui ont popularisé l'expression « se regarder en chiens de faïence », bien qu'ils aient également été fabriqués à Lunéville.
Au XVIIIe siècle, les sculpteurs Paul-Louis Cyfflé -copropriétaire de la manufacture pendant un temps avec Richard Mique- puis son élève Charles-Gabriel Sauvage dit Lemire développèrent de nombreuses statuettes qui seront éditées jusqu'en 1925. A la fin de ce siècle Saint-Clément sera également reconnu pour ces décors d'oiseaux tant sous la forme de miniatures de goût néo-classique que, quelques années plus tard, pour ses coqs révolutionnaires à la queue ébouriffée.
Au XIXe siècle, Charles puis Émile Gallé inventent des modèles pour Saint-Clément. Le père s'illustre notamment par des décors bleu grand feu et d'autres émaux nouveaux et le fils par des réinterprétations des styles Louis XV et Louis XVI. Émile Gallé, féru de botanique dessine également le fameux service "herbier" qui sera produit pendant des décennies. C'est avec Charles Gallé que la manufacture a obtenu une médaille d'or à l'Exposition universelle de 1867 à Paris et une distinction à Exposition internationale de Londres en 1871.
À l'occasion de l'Exposition universelle de 1878 à Paris, la manufacture expose l'ensemble de son savoir-faire.
Puis, sous l'influence de l'Art nouveau, Saint-Clément lance ensuite des collections d'objets céramiques en relief dits barbotines — autrefois appelées « majoliques » —, notamment des pichets très réalistes.
Dans la première moitié du XXe siècle, avec l'arrivée du mouvement Art déco d'autres artistes sculpteurs travailleront pour la faïencerie: Charles Lemanceau,  Geo Condé, qui alimenteront les Grands magasins en objets décoratifs avec une esthétique dérivée du constructivisme et du cubisme.
Dans la deuxième moitié du XXe siècle, la manufacture épouse un style plus dépouillé mais résolument novateur avec des créateurs tels que Jacques Roux, Blanche Letalle...

### Galerie Saint-Clément

Faïences de Saint-Clément
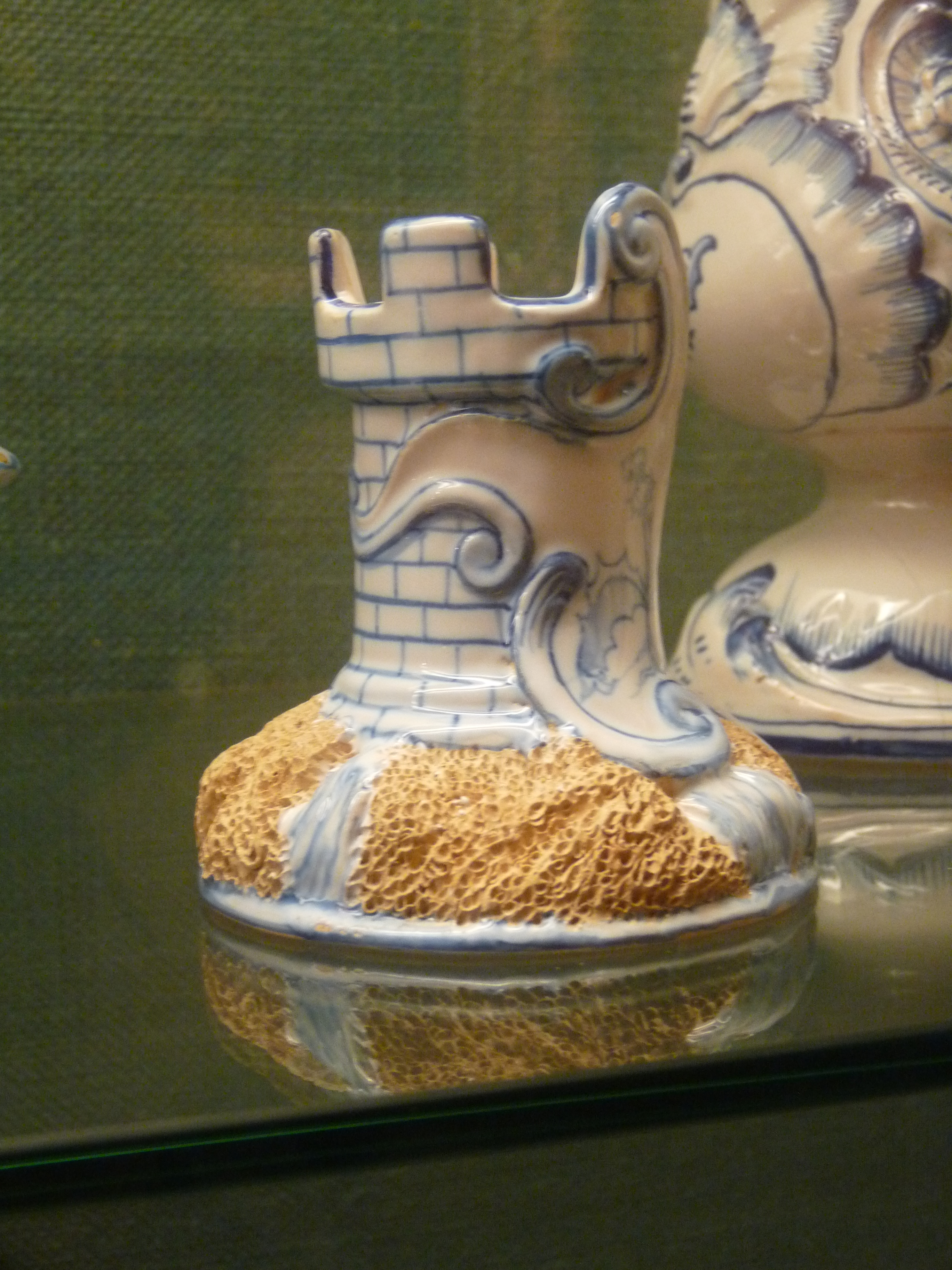
Pyrogène - Émile Gallé pour Saint-Clément, vers 1870.
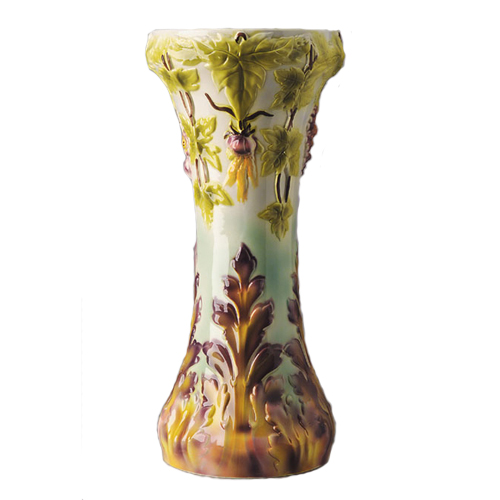
Colonne barbotine de la faïencerie de Saint-Clément, vers 1880.
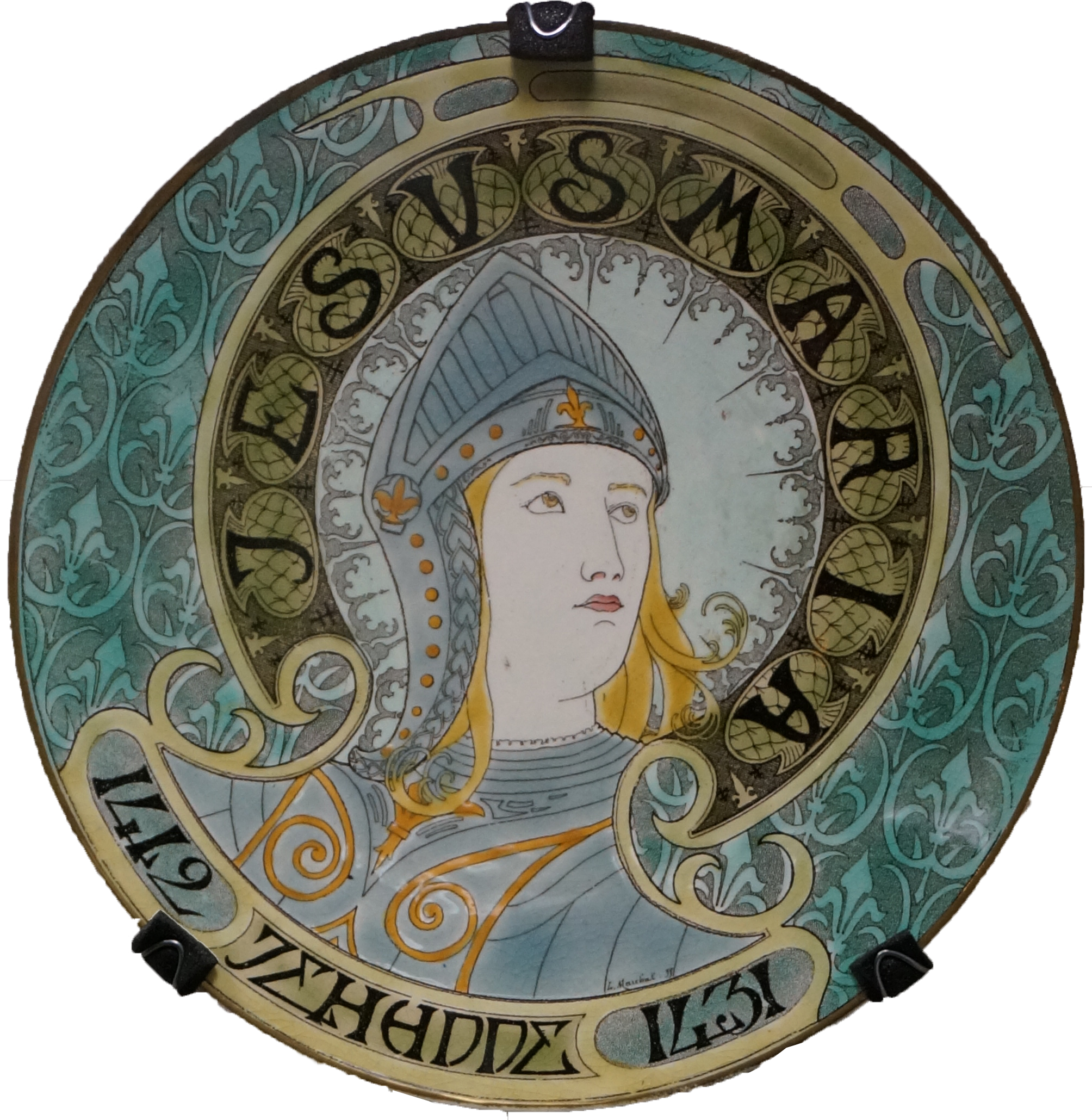
Assiette Jeanne d'Arc (1889)- Art nouveau.
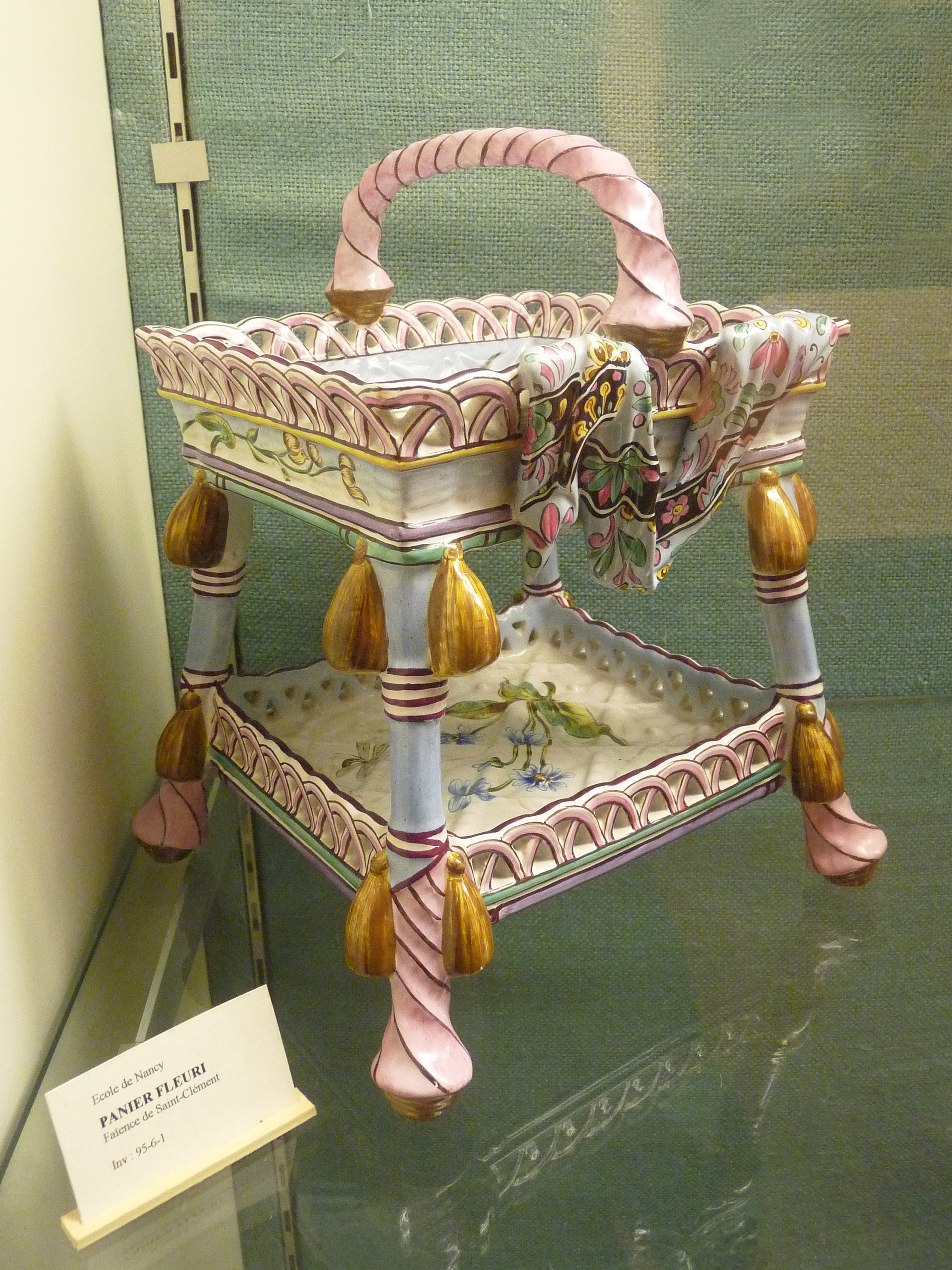
Panier fleuri au Musée Charles-de-Bruyères.
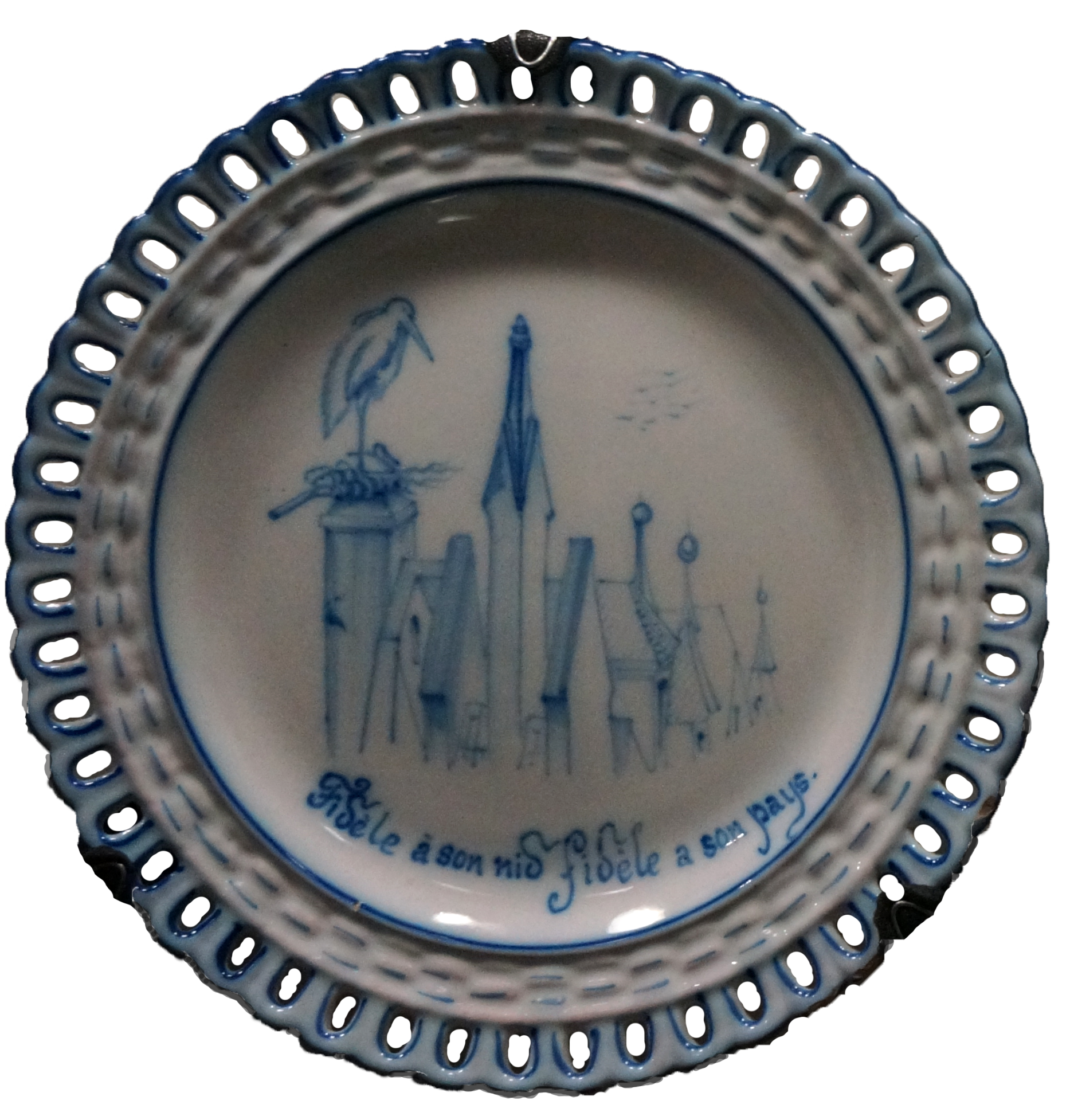
Assiette ajourée "fidèle à son nid" (1914) au Musée lorrain.
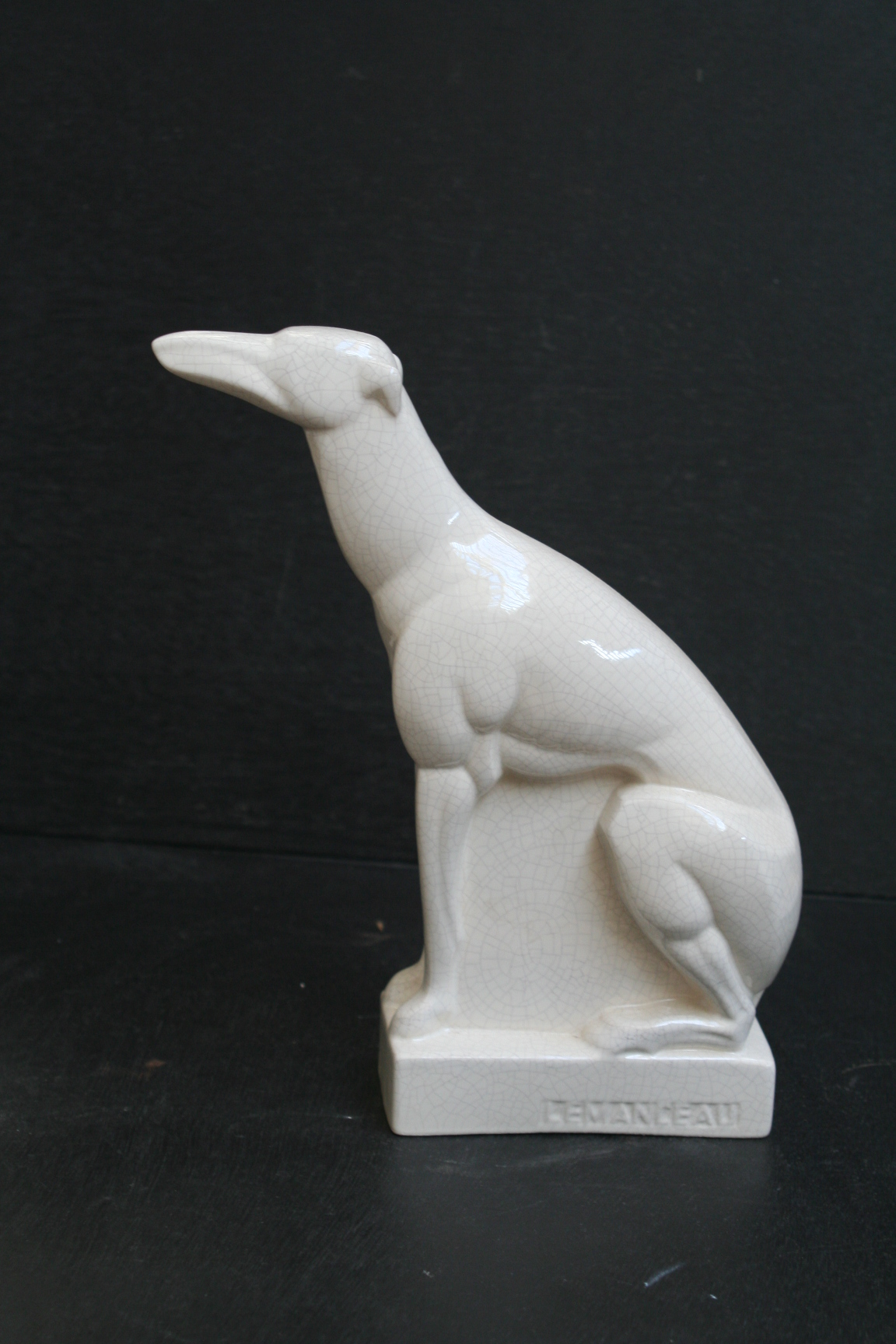
Lévrier art déco sculpté par Charles Lemanceau pour la faïencerie de Saint-Clément, vers 1925.
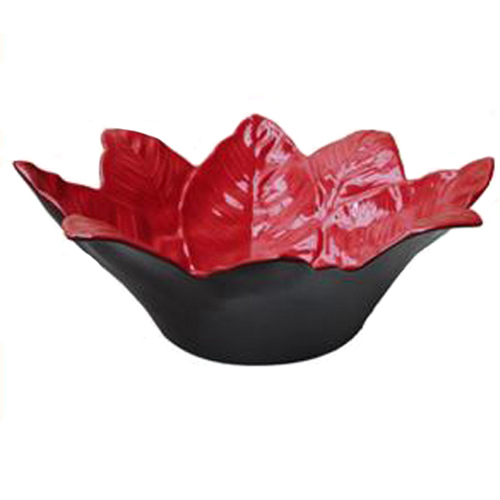
Saladier Spa de la faïencerie de  Saint-Clément, vers 1950.

#### Sources historiques
- Jean-Baptiste  de Champagny, Exposition de 1806 : Rapport du jury sur les produits de l'industrie française, Paris, Imprimerie impériale, 1806, 304 p.
- Louis-Sébastien Le Normand, Annales de l'industrie nationale et étrangère : Description du musée des produits de l'industrie française exposés au Louvre en 1819, Paris, chez Bachelier, libraire-éditeur 55, quai des Augustins, coll. « Mercure technologique », 1820 (réimpr. 3ème tome, deuxième section), 360 p.
- Auguste Demmin, Guide de l'amateur de faïences et porcelaines, poteries, terres cuites : peintures sur lave émaux ..., Paris, Veuve Jules Renouard, libraire, 1867 (réimpr. 3ème édition), 588 p.
- Auguste-Alexandre Mareschal, Les Faïences Anciennes & Modernes : Leurs Marques & Décors., Beauvais, Victor Pineau, 1868, 93 p.
- Victor de Luynes, Exposition de Londres 1871 : Céramiques, Paris, Imprimerie de J. Claye, 1872, 38 p.
- Louis de Vermont, « Les faïences de Saint-Clément », Le Bien Public,‎ 16 mai 1873
- [la faïence] Théodore Deck, la faïence, Paris, Maison Quantin, mars 1887, 298 p.  (En ligne sur Gallica).
- Ernest-Simon Auscher, Comment reconnaître les porcelaines et les faïences : d'après leurs marques et leurs caractères, Paris, Librairie Garnier, 1910, 494 p.

#### Ouvrages techniques et didactiques
- Annabelle Héry, La faïencerie de Lunéville : 1786-1923, les Keller et Guérin, Vesoul, publié à compte d'auteur, 1999, 143 p. (ISBN 2-9513756-0-3)
- Pierre Poncet, En pays lunévillois, l'histoire de la faïence au XXe siècle, Lunéville, Amis de la faïence ancienne de Lunéville, Saint-Clément et du pays du Lunévillois, mai 2003, 101 p.
- divers, Le Réverbère, Lunéville, Office du tourisme de Lunéville, mai 1999, 4 p.
- Dorothée Guillemé Brulon (et al.), Histoire de la faïence française. Strasbourg-Niderviller : sources et rayonnement, C. Massin, Paris, 1999, 167 p.  (ISBN 2-7072-0345-9)
- Pierre Poncet et Catherine Calame, Faïences de Saint-Clément, pages de gloire, Moncel lès Lunéville, Association des amis de la faïence de Lunéville, Saint-Clément et du pays Lunévillois", avril 2006 (réimpr. Mut'imprim), 111 p.
- Jean-Pierre Ferry, La Verrerie de Portieux. 300 ans d'histoire, Epinal, éditions du Sapin d'Or, 3ème trimestre 2004, 327 p. (ISBN 2-85712-010-9)
- Maurice Noël, Recherches sur la céramique Lorraine, Nancy, faculté de lettre, 1961, 225 p.
- Docteur René Ducret, Les faïenceries de Lunéville et de Saint-Clément, Lunéville, Mut'imprim, 15 p.
- Émile Gallé, les céramiques au pavois, ABC. Antiquites - Beaux-arts - Curiosites, mars 1982 (réimpr. No 207), 62 p.
- Pierre Poncet, Je m'appelle "Réverbère", Lunéville, Mut'imprim, 1999, 32 p.
- Maryse Bottero, Pichets en barbotine : Personnages, Animaux , Fleurs, Paris, Éditions Massin, 2000, 197 p. (ISBN 978-2-7072-0416-5)
- Geneviève Aubry, Catherine Calame & alii, La route du Chinois, Lunéville, Association des amis de la faïence ancienne de Lunéville-Saint-Clément, juillet 1995, 48 p.
- Catherine Calame, Alain Weber & alii, Gestes & Tradition : 250 ans de faïences d'art à Saint-Clément, Lunéville, Association des amis de la faïence ancienne de Lunéville-Saint-Clément, août 2008, 159 p. (ISBN 978-2-9532727 (édité erroné), BNF 41320404)
- Patrick Malaureille, Craquelés : les animaux en céramique 1920-1940., Paris, Charles Massin, 1993, 95 p. (ISBN 978-2-7072-0210-9)
- Henry-Pierre Fourest, "La céramique européenne", Milan, Kodansha, 1982, 399 p. (ISBN 2-09-290536-8)
- Nelly Fouchet, "L'argus des ventes aux enchères céramique", Langres (52), Dorotheum éditions, coll. « Valentine's auction sales prices », janvier 1997, 544 p. (ISBN 2-909876-13-6)
- Anne-Marie Mariën Dugardin, "faïences fines", Bruxelles, Musées Royaux d'art et d'histoire, janvier 1975, 279 p.
- Claire Dauguet & Dorothée Guillemé-Brûlon, "Reconnaître les origines des faïences " : françaises, Paris,  Charles Massin, coll. « Aujourd'hui s'installer en », juillet 1990, 100 p. (ISBN 2-7072-0085-9)
- Claire Dauguet & Dorothée Guillemé-Brûlon, Faïences françaises, Paris, Les Editions de l'Illustration - Baschet et Cie, coll. « Les styles Français », juillet 1988, 192 p. (ISBN 978-2-7059-0036-6)
- Catherine Calame, "La dynastie Chambrette " : et la faïence Lorraine, Lunéville, Association Saint-Clément, ses fayences son passé, mai 2018, 192 p. (ISBN 978-2-9539145-7-3)
- Louis Sautier, Faïences de Lunéville et de Saint-Clément du XVIIIe siècle, Lunéville, Musée du Château (Lunéville, Meurthe-et-Moselle), 1965, 22 p.
- Chantal Humbert, Les arts décoratifs en Lorraine : de la fin du XVIIe siècle à l'ère industrielle, Paris, Les éditions de l'amateur, 1993, 207 p. (ISBN 978-2-85917-157-5)
- Françoise Deflassieux et Geneviève Haug, Faïences et porcelaines de l'Est : Lunéville, Saint-Clément & Niderviller, ABC. Antiquités - Beaux-arts - Curiosités, 1973 (réimpr. No 207), 62 p.
- Emile Decker, Jacques Peiffer et Nicole Lazzarini, La route de la céramique, Éditions Serpenoise, 1991 (ISBN 978-2-87692-084-2)
- Alain-René Hardy et Bruno Giardi, Les craquelés Art Déco : histoire et collections, Paris, Éditions Penthesilia, septembre 2009, 319 p. (ISBN 978-2-9534526-0-0)
- Pierre-Hippolyte Pénet et Marie Pintre, Charmants biscuits. Bergers, rois et déesses au temps de Stanislas, (cat. expo., Commercy, Musée de la Céramique et de l'Ivoire, 21 avril 2018 - 27 octobre 2019), 2018, en ligne : https://www.musee-lorrain.nancy.fr/fr/hors-les-murs/expositions/charmants-biscuits/catalogue-numerique/
- Sung Moon Cho, Jean Luce et le renouveau de la table française, Norma éditions, 2024 (ISBN 978-2376660903)
- Nelly Fouchet, L'argus des ventes aux enchères céramique, Dorotheum éditions, 1997 (ISBN 9782909876122)